# Bernhard Stettler
Bernhard Stettler (* 9. September 1929 in Fraubrunnen; † 24. Mai 2021) war ein Schweizer Mittelalterhistoriker.
Bernhard Stettler war nach der Promotion zum Dr. phil. 1963 in Zürich von 1972 bis 1999 Titularprofessor an der Universität Zürich. Daneben unterrichtete er Geschichte an der Kantonsschule Rämibühl in Zürich. Sein Forschungsgebiet war die Schweizer Geschichte des Spätmittelalters. Stettler erwarb sich mit der Edition von Aegidius Tschudis Chronicon Helvetium, an der er jahrzehntelang arbeitete, wissenschaftliche Verdienste. Als Synthese dieser Forschung erschien später auch sein Buch Die Eidgenossenschaft im 15. Jahrhundert, in dem er die Entstehung eines mehr oder weniger geschlossenen Raums, den man als «Alte Eidgenossenschaft» identifizieren kann, in die Zeit des Alten Zürichkriegs datierte.

## Schriften (Auswahl)
- Studien zur Geschichte des oberen Aareraums im Früh- und Hochmittelalter. Thun 1963.
- Als Hrsg.: Chronicon Helveticum / Aegidius Tschudi, Bd. 1 -13. Bern 1968–2000 (Bd. 1 zusammen mit Peter Stadler)
- Studien zur Geschichtssauffassung des Aegidius Tschudi. Basel 1973.
- Die Eidgenossenschaft im 15. Jahrhundert. Die Suche nach einem gemeinsamen Nenner. Menziken 2004, ISBN 3-9522927-0-2.
- Überleben in schwieriger Zeit. Die 1530er und 1540er Jahre im Spiegel von Vadians Korrespondenz. Zürich 2014, ISBN 978-3-0340-1250-8.
- Sieben Abhandlungen zur Entstehung der Eidgenossenschaft. Der wissenschaftliche Hintergrund zu «Die Eidgenossenschaft im 15. Jahrhundert», Zürich 2004. Zürich 2015, ISBN 3-905817-57-8.